# 怪盗スライ・クーパー
『怪盗スライ・クーパー』（かいとうスライクーパー、Sly Cooper）はソニー・コンピュータエンタテインメント（SCE）が発売したテレビゲームのシリーズ、またはそれに登場するキャラクターの名前である。

## 概要
代々義賊の家系の末裔として生まれた洗い熊の青年「スライ」が、亀の「ベントレー」や河馬の「マーレー」などの仲間たちの協力を得ながらフィールドを進んでいくアクションゲーム。公式には「怪盗アクションゲーム」と称されるように、主人公スライが織りなす怪盗ならではの特有の動き「怪盗アクション」をシリーズの売りとしている。
また、シリーズの特徴の1つとして、ムービーシーンが全てアメコミ調に描かれていることも挙げられる。
タイトルに怪盗とあるように、主人公スライは怪盗である。しかしゲームシステム自体は基本的に「物を盗む」という趣旨のゲームではない。特に第1作目は、クラッシュ・バンディクーを筆頭とする「ゴールに向かってルートを進む」傾向が強く、いわば「怪盗」という肩書の正義のヒーローが悪を討つといったゲーム内容である。
各ルートに点在する薄緑色の「ボトル」をすべて集め、暗号化された金庫のナンバーを相棒のベントレーに解読させると「ラクーナの秘伝書」の1ページが手に入る。これにより1つのスペシャルアクションが使えるようになり、最終的には10種類以上のスペシャルアクションを操作に応じて使い分けることが可能となる。
第2作目ではゲームシステムが一新された。エピソードごとに1つの街が再現された箱庭ステージ内で、与えられたミッションを遂行する形式である。また、以前はなかったライフゲージが設定されたり、ベントレーやマーレーなどのサブキャラクターも操作可能になったりとより革新的な変更がなされている。ミッションの幅も敵アジトへの潜入から盗撮、窃盗など「怪盗」そのものに趣をおいている感がある（ただし、あくまでも狙うのは悪党のみという原則は守られている）。
第1作目にあたる『怪盗スライ・クーパー』（Sly Cooper and the Thievius Raccoonus）は2002年（日本では2003年）に、その続編にあたる第2作目『怪盗スライ・クーパー2』（Sly 2: Band of Thieves）は2004年（日本では2005年）に発売。また、国内では2作目までしか発売されていないものの、海外では3作目『Sly 3: Honor Among Thieves』（2005年）が発売されている。
2010年には上記3作のコレクションパッケージ『スライ・クーパー コレクション』（The Sly Collection）がPlayStation 3向けに発売（日本では2011年）。この『スライ・クーパー コレクション』には日本未発売だった『Sly 3』の日本向け仕様が新規制作され収録されている。

## 怪盗スライ・クーパー
PlayStation 2（原題：Sly Cooper and the Thievius Raccoonus / 2002年）
- 2003年3月6日発売 5,800円（税別）

本作に遊びやすくするための追加要素を加えた PS4/PS5「怪盗 スライ・クーパー」が2024年6月11日に1100円で発売されている。

### あらすじ
スライ・クーパー、ベントレー・ワイズタートル、マーレー・ザ・ヒッポはターゲットを絞った泥棒稼業を営む3人。互いに孤児院で知り合った中で、スライは一家で引き継いだ者が書いてある盗みの技術を習得するのみならず改良・開発した技術をも書き伝える秘伝書のある家に生まれた。その秘伝書が父の命と共に奪われ、3人は稼業を営みながら秘伝書を奪った5人を探している。

## 登場人物

### メインキャラクター
スライ・クーパー（声：関智一）
代々続く義賊の家系に生まれたアライグマ。父親と、家に伝わる「ラクーナの秘伝書」を幼い頃から読み続けていた。9歳になった年のある夜に、スライの一族に代々受け継がれてきた秘伝書を、父から受け継ぐことになっていた。しかし、5つの黒い影に突如襲われて父はその手にかかり、秘伝書も奪われてしまう。孤児院で出会った仲間と共に、秘伝書を奪い返すために立ち上がる。武器はフックがついた杖(セプター)。
ベントレー・ワイズタートル（声：真殿光昭）
卵の時から孤児院に送り込まれた。コンピュータ技術、機器・道具の操作、改良、開発（部品など別途調達の必要がある）技術、常識人顔負けの知識を持つ。発明した「スライ・モービル」に搭載したスーパーコンピューターと衛星回線を使う事で、世界中のどんなネットワークにもハッキングできる。
マーレー・ザ・ヒッポ（声：長嶝高士）
孤児院の時からスライの弟分になっていた。運転担当。
カルマリータ・モントーヤ・フォックス（声：真琴つばさ）
キツネ。パリ市警のエリート警部。スライ達3人を追っているが逃げられる事が多い。「パラライザー・ショックガン」を使いこなす。実弾ではなく殺傷能力の無い高圧プラズマ弾で痺れさせ生け捕りにしようとしている。

### デアボリック・ファイブ
ローリー・ザ・ストームマスター（声：亀山助清）
金持ちの蛙。資産で図書館と私財のある大型船、嵐を発生させる小型軟式飛行船を造り海賊団を結成。人為的な嵐に紛れウェールズで部下に船から金品を奪わせている。
マグショット・ザ・ギャングマスター（声：廣田行生）
ユタ州の架空の町「メサ・シティ」でカジノを経営するギャングのボスのブルドッグ。いじめを見返すために鍛え始めたボディはスライの打撃を受け付けない。
ミズ・ルビー・ザ・マジックマスター（声：磯辺万沙子）
ワニのブードゥー教オウンガン。ハイチの密林の水からエクトプラズムを作り、それを墓石に満たして霊を実体化する装置にして霊を次々と作り出し、霊の大軍でメキシコを制圧しようとしている。タッセオグラフィーもやっている。
パンダ・キング・ザ・カンフーマスター（声：茶風林）
みすぼらしい服を着ていて花火の技術を受け入れられなかった元花火職人。爆発物の技術に優れ、自己流拳法を使う。中国西部の山奥に立て篭もっている。
クロックヴェルク・ザ・イビルマスター（声：楠見尚己）
フクロウ。記憶・人格をデータにして、体は機械にして2000年以上生きている。現在は普通の家の扉に入らないほど巨大なボディ。自分を度々出し抜いてきたクーパー一族を憎んでいる。

### 主題歌
- 「Black Jack」 - 東京スカパラダイスオーケストラ MUSIC : 北原雅彦

|                                 | PS2版                                   | PS3（コレクション版）            | PS4版                                                                       | PS5版                                                                       |
| ------------------------------- | --------------------------------------- | -------------------------------- | --------------------------------------------------------------------------- | --------------------------------------------------------------------------- |
| キャラクターの声                | 関智一 ほか                             | 草尾毅 ほか                      | 関智一 ほか                                                                 | 関智一 ほか                                                                 |
| 日本版専用 オープニングムービー | タイトル画面で一定時間 操作しないと再生 | 未収録                           | 未収録                                                                      | 未収録                                                                      |
| エンドクレジット曲              | Black Jack                              | 海外版と共通                     | 海外版と共通                                                                | 海外版と共通                                                                |
| 翻訳や演出                      | PS2オリジナル版                         | コレクション版                   | PS2オリジナル版                                                             | PS2オリジナル版                                                             |
| 収録言語（音声）                | 日本語                                  | 日本語                           | 日本語, 英語, 韓国語                                                        | イタリア語, スペイン語, ドイツ語, フランス語 , 日本語, 英語, 韓国語         |
| オプション機能                  | 無し                                    | 3D出力対応、PlayStation Move対応 | アップレンダリング、早戻し、クイックセーブ、カスタムビデオフィルタ など対応 | アップレンダリング、早戻し、クイックセーブ、カスタムビデオフィルタ など対応 |

## 怪盗スライ・クーパー2
PlayStation 2（原題：Sly 2: Band of Thieves / 2004年）
- 2005年6月16日発売 5,800円（税別）

### あらすじ
自動修復機能で直ったクロックヴェルクの残骸が「クロー・ギャング」なる悪党一味に奪われてしまった。クロックヴェルクの復活を阻止するために、スライ、ベントレー、マーレーの3人は再び立ち上がる。

#### クロー・ギャング
ナイラ（声：小林沙苗）
ホワイトタイガーと公式サイトにはあるが体の縞が紫がかっている。鞭とナイフを持つ。
デミトリ（声：泉尚摯（現：いずみ尚））
ナイトクラブのDJ兼オーナーという表の顔と、贋作師という裏の顔を持つウミイグアナ。若い頃はアーティストの卵であったが世間に受け入れられず、クロックヴェルクの尾羽パーツを偽札の製造機に使う等偽物作りに走る事になる。
ラジャン（声：土師孝也）
小さい時からカルカッタの路上で貧しい生活をしていたが、摂りすぎた者を怒りと憎しみで支配させる違法スパイスを扱い始めてから御殿を建てるほど大きな富を得たベンガルトラ。クロックヴェルクの翼パーツを御殿に飾り、2つの心臓パーツを違法スパイス栽培用のポンプと電撃を放つ自分の武器にしている。
コンテッサ（声：高島雅羅）
クモの犯罪者更生施設所長。結婚した金持ちを殺してその遺産で施設を立ち上げ、どう出来るようになったのか催眠術で犯罪者を「更生」させると同時に盗んだ物の在り処を自白させ、それを横取りしていた。クロックヴェルクの両目パーツを囚人洗脳用の機械に組み込んでいる。
ジャン・バイソン（声：飯塚昭三）
1980年代に氷の中に閉じ込められ地球温暖化により氷から出た。クロックヴェルクの胃パーツと肺パーツを3つの違法スパイス運搬用機関車に使い24時間走らせ、足爪パーツも持つ。
アルペジオ（声：清川元夢）
自分だけ小柄で空を飛べないという事から飛行船を造り、クロー・ギャングのチーフ・インベンターとなったオウム。クロックヴェルクの頭脳パーツを持つ。

## 怪盗スライ・クーパー3
PlayStation 2（原題：Sly 3: Honor Among Thieves）

### 概要
スライ・クーパーシリーズの第3作目。北米での発売から長らく日本未発売だったが、2011年に発売の『スライ・クーパー コレクション』で日本上陸を果たすこととなった。

### あらすじ
昔、父と組んでいたマックス・ウィーニーという男から、クーパー一族の宝庫の話を聞いたスライ。早速、宝庫のあるカイン島へ向かったが、宝庫の前にはドクター・エムという謎の男が陣取っていた…

### 新キャラクター
ドン・オクタビオ（声：山路和弘）
ライオン。イタリアの有望なオペラ歌手だったが、流行がロック音楽に移りファンがいなくなった。イタリアンマフィア達のボスとなりリサイタルを開こうとしている。なお、ライオンがイタリアにいたのは15,000年以上前。
グールー
マーレーを鍛えた、オーストラリアのコアラ。念力で物体も浮かす。
ペネロペ（声：白石涼子）
スライ達がネットで知り合った、オランダの飛行機パイロット「ブラック・バロン」の専属で働いてるネズミの女性整備士。ベントレーと並ぶ程に頭脳明晰で、ラジコンヘリやラジコンカーの操縦にも長けている。
ブラック・バロン（声：黒田崇矢）
不利になると増援を呼んで大会で毎度優勝してきており、金回りがいい。
ジング
パンダ・キングの娘。ツァオ将軍に誘拐され、無理やり結婚させられようとしている。
ツァオ将軍（声：若本規夫）
中国の雄鶏の将軍。自分の家の力の証明を生き甲斐としている。
キャプテン・ラフィ（声：大塚芳忠）
海賊団を率いるコンゴウインコ。
ドクター・エム（声：江原正士）
スライの父と組んでいたが、自分がいつまでたっても一味の中心とならない事に嫌気が指しクーパー一族の全財産を手に入れようと動いているマンドリル。

## スライ・クーパー コレクション
PlayStation 3, PlayStation Vita（原題：The Sly Collection / 2010年）
- 2011年1月27日発売 5,980円（税込）

### 概要
PlayStation 2用ソフトである『怪盗スライ・クーパー』、『怪盗スライ・クーパー2』、『怪盗スライ・クーパー3』をPlayStation 3とPlayStation Vita向けに移植した3作品セットパッケージ。『怪盗スライ・クーパー3』は今回のコレクション化で日本初登場となり、『1』と『2』も声優と和訳（『1』のローリーが「サー・ライレー」、「ポイントジャンプ」が「スパイアージャンプ」など）が変わった。移植はサンザルゲームズが行った。

### 主要キャラクター
スライ・クーパー・ラクーン（声：草尾毅）
ベントレー・ワイズタートル（声：岸尾だいすけ）
マーレー・ザ・ヒッポ（声：飯島肇）
カルマリータ・モントーヤ・フォックス（声：園崎未恵）
ペネロペ（声：白石涼子）

### デアボリック・ファイブ
サー・ライレー（声：樫井笙人）
マグショット（声：天田益男）
ミズ・ルビー（声：根本圭子）
パンダ・キング（声：小杉十郎太）
クロックヴェルク（声：安井邦彦）

### クロー・ギャング
ナイラ（声：山田みほ）
デミトリ（声：小森創介）
ラジャン（声：咲野俊介）
コンテッサ（声：根本圭子）
ジーン・バイソン（声：浦山迅）
アルペジオ（声：樫井笙人）

## Sly Cooper: Thieves in Time
PlayStation 3、PlayStation Vita（原題：Sly Cooper: Thieves in Time / 2013年）

### 概要
PlayStation VitaおよびPlayStation 3用ソフトで、サンザルゲームズ開発のシリーズ4作目である。

### 新キャラクター
エル・ヘフェ
トラの傭兵。ボス戦時は炎と雷も攻撃手段に使う。
リオイチ・クーパー
操作可能。寿司屋を営んでおり、扉の鍵になる料理包丁を3つ持つ。また寿司の開発者という設定である。真面目。
テネシー・キッド・クーパー
操作可能。投獄された後やろうとしてやらなかった銀行強盗の冤罪を着せられていた。伊達男。
トゥースピック
名前は爪楊枝から。テネシー・キッド・クーパーを逮捕したキューバ製ロリポップが好きな保安官、正体は行方不明になっていた21世紀東ヨーロッパからのアルマジロ。自分と手下が銀行強盗を行いテネシー・キッドのせいにしており、西部開拓時代にも西部劇映画を見て育ち銃を撃つ事に躊躇いが無い為すっかり馴染んでいる。高音に弱い。
ボブ
操作可能。先史時代の世界最初のクーパー。生活を荒らされストレスで食べ過ぎて太っていた。突発的。言葉を話す事が出来、壁面の移動が今作で唯一出来るキャラ。
グリズ
ウォールアートで一時期名を上げるも、チンピラに逆戻りしたクマ。先史時代でプテロダクティルスの卵を使って偽の壁画を描き、21世紀で自分が発掘して大儲けしようとしていた。アイススケートはダブルアクセルが出来るレベル。
ル・パラドックス
億万長者のスカンク。美術品関連の犯罪に関わりタイムマシンを持っていた。
サー・ギャレー・クーパー
操作可能。中世イギリスの騎士団所属の義賊だったが、地元芸団の道化に降格させられた。血気盛ん。
ブラックナイト
サー・ギャレー・クーパーの騎士団を倒したサイボーグ軍団を率いる。他の悪役同様各時代のクーパーの「杖」を集めている。
サリム・アル・クパール
操作可能。40人の盗賊の一人にしてクーパー一族。現金な性格。
ミス・デシベル
裕福なイギリスの家でクラシック音楽を習い下手な演奏家となるも、事故で音楽を使った催眠術を使えるようになったゾウ。サリムの古代アラビアの仲間を洗脳してル・パラドックスが王家であると書いてある書類を作らせ、それを21世紀で発掘させようとしている。

## その他
第一作発売当初、日本国内で異業種（東京スカパラダイスオーケストラ、サントリー BOSS缶コーヒー、リーバイス、シトロエン）とのコラボレーション広告が話題になった。

## 漫画版
『コミックボンボン』2005年1月号から9月号に掲載された。作者は今木商事。